# هيت
هِيْت مدينة عراقية سياحية تقع على الضفة الغربية من نهر الفرات إلى الشمال من مدينة الرمادي بمسافة 70 كم، والى شمال غرب العاصمة بغداد بمسافة 190 كم، يبلغ عدد سكانها 75 ألف نسمة. أما سكان القضاء بأجمعه (أي مدينة هيت والنواحي والقرى التابعة لها) فيبلغ سكانها أكثر من 120 ألف نسمة، تعد من أهم مدن التاريخ الإنساني القديم، كانت من مدن المناذرة، يكثر في مدينة هيت بساتين النخيل والفاكهة.

## تاريخ مدينة هيت
كانت منطقة هيت تمثل منخفضاً مائياً في عصور قديمة سحيقة وكانت المياه تتجمع من روافد الفرات وفيضان ضفتيه بالإضافة إلى موسم الأمطار والمنابع المائية لتشكّل أرضاً خصبة صالحة للزراعة وخاصة الخضراوات والفواكه والحبوب. وكان السومريون منذ عصر فجر السلالات قد اكتشفوا وجود القار في هذا المكان، واستعملوه في تقوية بناء الزقورات. كما عرف السومريون وسائل من شأنها الإرتقاء بخصائص القار ليناسب أعمال بناء الأسس وتزفيتها أو تقييرها وكذلك صنع القوارب وإكساء أرضيتها بالقار لمنع نفوذ الماء. ونشأت في هيت تربة زراعية منذ الألف الرابع قبل الميلاد. وفي عهد الإمبراطورية الأكدية حينما قام الملك سرجون الأكدي (2334- 2279 ق.م)، بتوحيد العراق القديم فضم إلى دولته المدن السومرية المنتشرة في جميع أنحاء بلاد سومر وسار غرباً متوجهاً إلى بلاد كنعان (سوريا) ووجد قرية زراعية فسيحة الأرجاء استقر فيها جيشه الزاحف غربا ودعاها توتول (tutul) أي مدينة الدلاء.
وهذا هو أول اسم عرفت به هذه البلدة. وتتوضح أهمية البلدة فيما سجله سرجون نفسه ذاكراً أن الآلة (داكان) أعطاه المنطقة العليا التي تشمل توتول وماري عاصمة الأقوام الأمورية الأولى التي كانت لا تزال تسكن في أعالي الجزيرة الفراتية. وبعد سرجون الأكدي خلفه ابنه نرام - سين (2291- 2255 ق.م.) الذي شنَّ بدوره حملات عسكرية في غرب بلاد سومر وأكد لتثبيت ملك والده. وفي نص أكدي مسماري مدون على تمثال برونزي من العصر الأكدي إشارة إلى أن انتصاراً حققه الملك نرام- سين على عدة مدن مهمة منها توتول سيف الآلة داكان. على أن ضعف الملوك الأكديين الذين جاءوا بعد نرام سين، ساعد على قيام ثورات في دويلات المدن السومرية، مما شجعها على التوحيد وتأسيس مملكة سومرية تضم معظم العراق القديم وذلك سنة (2120 ق.م.). واتسعت هذه المملكة السومرية لتشمل مدن نهر الفرات الغربية حيث تمتعت تلك المدن بالاستقلالية من ضمنها مدينة توتول. وفي عام (1950 ق.م) تقريباً مدت المملكة - ماري المدينة قرب حدود بلاد الرافدين، نفوذها لتشمل حوض الفرات مع الخابور. وفي عهد ملكها لكت - ليم وصلت سيطرتها إلى مدينة توتول وخانات أو عانات، على الرغم من أن الملك السومري الأخير أقام سداً يمتد من هيت وعانا حتى بحيرة الحبانية لصد الأقوام الأمورية الزاحفة من جهة الغرب ولكن دون جدوى. وفي سنة (1850 ق.م) استطاعت مملكة اشنونا التي نشأت في أعالي نهر ديالى تحت حكم ملكها (ابيق - ادد) أن توسع مملكتها لتشمل منطقة الفرات من جديد. وكان من جملة المدن التي احتلها هي توتول وبعد أن ضعفت مملكة اشنونا، قامت مملكة ماري بتوسيع نفوذها إلى مدينة خانات وربما وصلت إلى مدينة توتول، ثم زحفت الأقوام الأمورية القادمة من ماري ومن الصحراء الكنعانية (السورية) واستقرت حول بلدة باب - ايلو (بابل) السومرية. ومن هناك شرعت بتكوين دولة جديدة في جنوب ووسط العراق القديم وأشهر ملوكها كان حمورابي وذلك في القرن الثامن عشر قبل الميلاد.
ثم أعقبتها سيطرة أقوام برابرة هم الكاشيون أو الكاسيون (1650- 1157 ق.م) الذين استولوا على مملكة بابل العظيمة لمدة تقارب الخمسة قرون. وظلت مدن الفرات يتنازعها كل من البابليين والكاشيين ومن ثم الآشوريين من بينها مدينة رابيقوم. وفي العصر الآشوري القديم وفي عهد الملك تكلات - بلاصر الأول (1115- 1077 ق.م) سميت هيت (أيرو) وصارت واحدة من الأقاليم المهمة التي كان عليها إرسال كمية من الضرائب المفروضة عليها إلى ذلك الملك في العاصمة آشور. وفي فترة توسع الآراميين في القرن الحادي عشر استولوا على بعض مدن الفرات الغربية ومنها هيت قبل أن يزحفوا إلى أقصى جنوب العراق ليستقروا قرب خليج البصرة. ترسخت الإمبراطورية الآشورية الجديدة عام (911 ق.م) فاستولت على معظم مدن الفرات الشمالية والغربية من بينها مدينة أيرو أي هيت، ووجدت رقم طينية تذكر مدينة أيرة قرب منابع القار في عهد الملك نوكولتي ننورتا الأول (890-884 ق.م) وذكر في هذه النصوص الآشورية أن الجنود كانوا يسمعون أصوات الآلهة المنبعثة من مواضع وقباب سميت (اشمينا) وهي إشارة إلى خروج الغاز الطبيعي المصاحب لمنابع القار القريبة، ولعل اشمينا يعني صوت القار. وكانت المدن العراقية ومنها هيت قد سميت في هذا العصر اتوم أو هيتوم بمعنى القار، ومنها جاء اسم هيت الحالي. وقد أعد أحد الملوك الآشوريين وهو (شمش - ريش - أو صور) في مدينة (بقة) قاعدة لجيشه، وتقع مدينة بقة غربي مدينة هتيوم. ويذكر أن الملك البابلي - الكلدي نبوخذ نصر قد حفر ترعة بين هيتوم وحتى رأس الخليج بطول 400 كم كما ذكرت إحدى الرقم. وذكر المؤرخ ديودورس الصقلي أن سبب بقاء قصور وبنايات بابل لبضعة قرون يعود إلى أن أسسها كانت تخلط ليس بالقار مع الطابوق، بل بالكبريت الوفير ثم تفرش مؤقتة طبقة سميكة من صفائح الرصاص بحيث تمنع وصول الرطوبة إلى أسس القصر والمعبد. وقد أستخدم القار في هيت كمادة أيضاً للتحنيط وذلك لحفظ أجساد بعض الملوك والأمراء في العراق القديم اعتبرت مدينة هاتوم طيلة العصور الاكدية والسومرية مدخلاً للعالم السفلي حيث مسكن الآلهة داكان، وقد حضر الملك سرجون الاكدي إلى المدينة وقدم القرابين إلى إله العالم السفلي الممثلة بالإله داكان وكذلك فعل الملك الآشوري (توكوتي ننورتا الثاني).
وقد ظلت هاتوم جزءاً من الدولة البابلية-الكلدية حتى سقوطها في عام (539 ق.م). وقد سمى المؤرخ الأول هيرودتس مدينة هاتوم بـ(أس Is) وسماها غيره من اليونانيين باسم اسيوبوليس (Isiopolis) أما في العصر الفرثي فقد بدأت المسيحية في الانتشار في العراق والخليج وميشان. وصارت هاتوم تمثل آخر حدود بلاد الرافدين. ولذا لم يكن مباحاً للوفود الأجنبية القادمة إلى قطيسفون العاصمة، أن يدخلوا مباشرة قبل أن ينتظروا في بلدة هيت. وقد تعرضت هيت إلى التخريب أثناء الحرب الرومانية-الساسانية. ففي عام 363 قاد الإمبراطور الروماني جيشاً كبيراً يعززه اسطول نهري في الفرات فمر الجيش أولاً خلال ضفاف قرقيسيا وكانت تعتبر نقطة التقاء الحدود الرافدينية-الرومانية ومنها انحدر الأسطول إلى دورا - يوربس ثم إلى ياناتا أي عانات حيث واصل السيروبلغ مدينة دياكيرا (diacira) أي بيث كيرا بالآرامية أي بيت القار. وقد وصل الجيش الروماني إلى هيت فوجدها شبه خالية. وقد وصف القائد أميانوس مرسيثلنيوس بأن الجيش الروماني حينما نزل إلى المدينة وجد أنها مليئة بالغلال والملح ووجد بعض النسوة فقتلهن. ولاحظ وجود معبد على قمة عالية، وقد تحول هذا المعبد في الجيل التالي إلى كنيسة ومع ذلك قام الجيش الروماني بتهديم المدينة، لكن الفرس الساسانيين اهتموا بعد فترة ببلدات هيت وعانات والوس التي بناها سابور ذو الأكتاف وجعلها مسلحة (حصنا) تحفظ البلاد من زحف البدو الآتين من الصحراء، كما بنى أيضاً مدينة فيروز - شابور التي توسعت وأصبحت طسجاً يمثل وحدة زراعية - مالية باسم طسج فيروز شابور ليشمل مدن فيروز شابور (الأنبار) وعانات وهيت والوس وبقة. ويشير بعض المؤرخين العرب أن ثلاثة رجال وصلوا بلدة بقة على الفرات كانوا يعرفون حروف الهجاء العربية لكن أسماءهم تحورت لكنها وجدت في مصدر سرياني وهم (مار ماري برماري) الذي حوّر اسمه إلى (مرامر بن مرة) و(شليما بر سدرا) الذي قلب اسمه إلى (اسلم بن سدرة) و(عمر آبا بر جدرا) ويعني بالسريانية الحاذق أو الطاهر. والواضح أنهم مجموعة من السريان كانوا قد علموا الخط العربي في تلك الأنحاء، كما علمت مدرسة الحيرة الخط العربي المتأثر بالسريانية والآرامية. وفي الزحف الإسلامي نحو العراق، وجد جيش العرب المسلمون صعوبة في اختراق مدينة هيت التي كان الهيتاويين قد حفروا أمامها خندقاً اخترق وسط المدينة، وحصنوا منها الأجزاء الأخرى، لكن بعد عدة ايام سقطت المدينة بيد المسلمين عام 636 (16 هـ) وتوضح الأبيات التالية بعض جوانب المعركة وهي من شعر عمر بن مالك:
- قدمنا على هيت وهيت مقيمة - بأنصارها في الخندق المتطوق
- قتلناهم فيما يليه فأحجموا - وعادوا به عيد الدم المترقرق

بني أول مسجد في مدينة هيت من قبل الحارث بن يزيد العامري في عام 17هـ/639م، في عهد الخليفة عمر بن الخطاب، وسمي بجامع الفاروق وقد أُعيد بناؤه عدة مرات، ويقع على مرتفع من الأرض، وتعلوه مئذنة بارتفاع 25 متراً ذات حوض إسطواني واحد مغلف بالنورة، حيث كانت المنارة برجاً للمراقبة قبل الإسلام، وما زال المسجد قائماً في حين هدمت كنيسة هيت وزال معها عدد من الأديرة المسيحية القديمة.

## المعالم السياحية
1.قلعة هيت.
2.عيون القار : يوجد في هيت خمسة عيون طبيعية للقطران .
3.السوق القديم : يُعد السوق القديم مكانًا حيويًا يمتلئ بالمتاجر التقليدية التي تبيع المنتجات المحلية مثل التوابل، والخضراوات،واللحوم، والمنتجات اليدوية.
4.المساجد التاريخية : تضم هيت عددًا من المساجد التاريخية التي تعكس العمارة الإسلامية القديمة.من أشهرها مسجد الفاروق.
5.النواعير.

## عيون القار في هيت
يوجد في هيت خمسة عيون طبيعية للقار تخرج منها مادة القار بصورة سائلة، وهي عين الجبل ، عين الحي العسكري ، عين المعمورة ، عين حي الاطفاء وعين المستشفى.
الأهمية الأقتصادية : استخدم سكان هيت القدماء القار المستخرج من هذه العيون في أعمال البناء، مثل بناء الزقورات والأسوار، كما كان يستخدم في صناعة السفن.
الأهمية السياحية : تشكل عيون القار وجهة سياحية شهيرة، حيث يأتي الناس للاستمتاع بالمياه الدافئة وتجربة العلاج الطبيعي. تساهم هذه العيون في جذب السياح إلى هيت، مما يعزز الاقتصاد المحلي ويعزز الاهتمام بالثقافة والتراث المحلي.
الأبحاث العلمية
الدراسات الجيولوجية: جذبت عيون القار انتباه العلماء والباحثين الجيولوجيين لدراسة طبيعة هذه العيون وتكويناتها المعدنية. أسفرت هذه الدراسات عن اكتشافات مهمة حول طبيعة تكوين القار والينابيع الساخنة.
الأبحاث الأثرية: كانت عيون القار موضوعًا للعديد من الأبحاث الأثرية التي استكشفت استخداماتها التاريخية في البناء والتجارة والعلاج.

## معرض صور

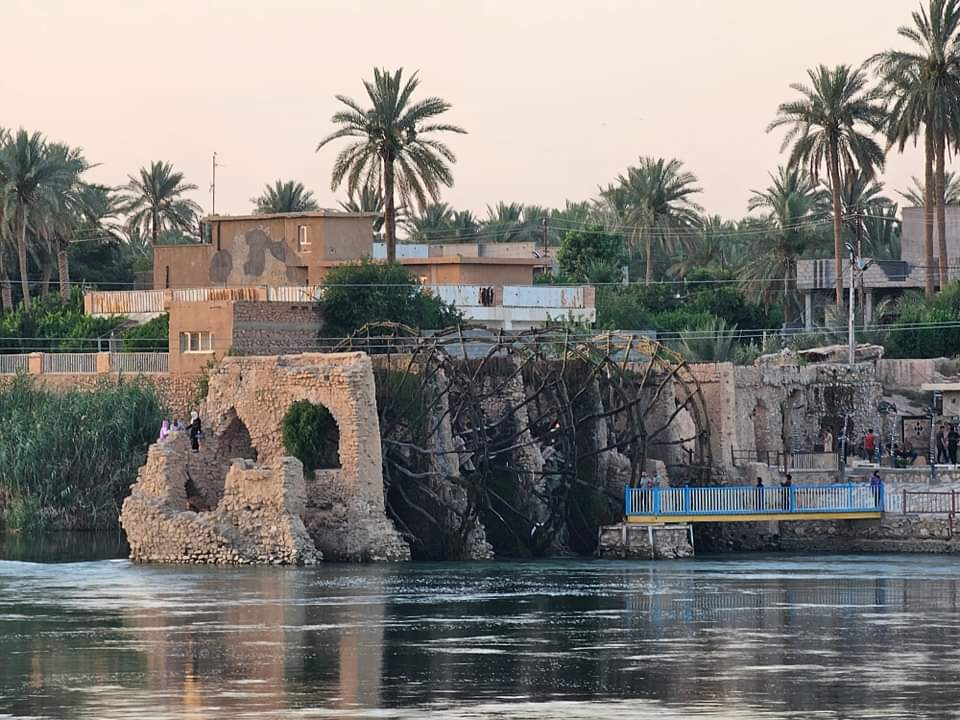
نواعير مدينة هيت

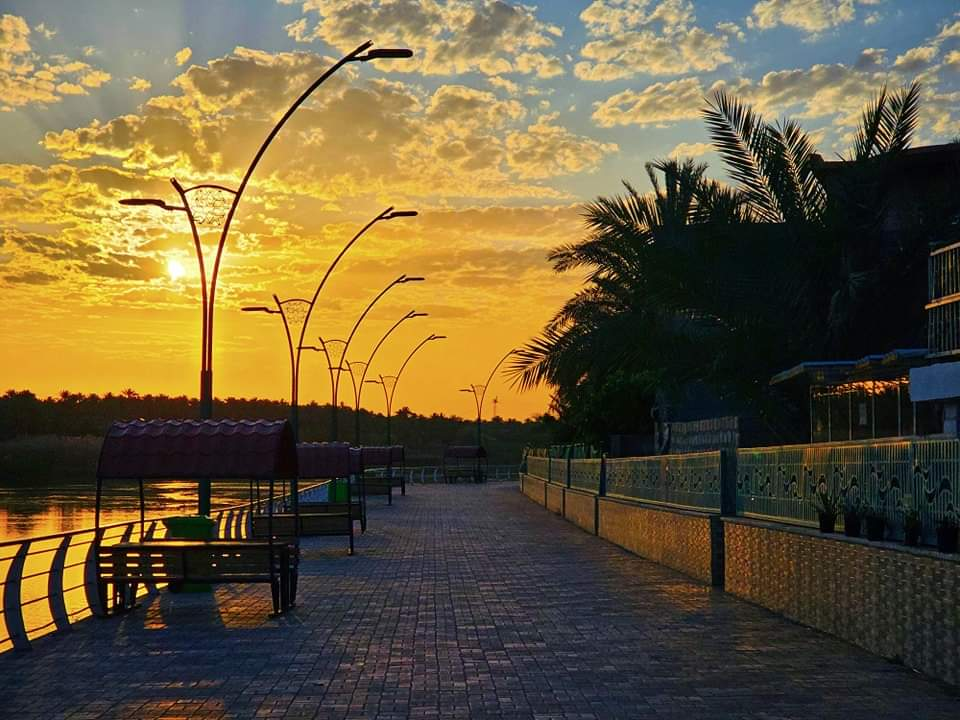
كورنيش هيت

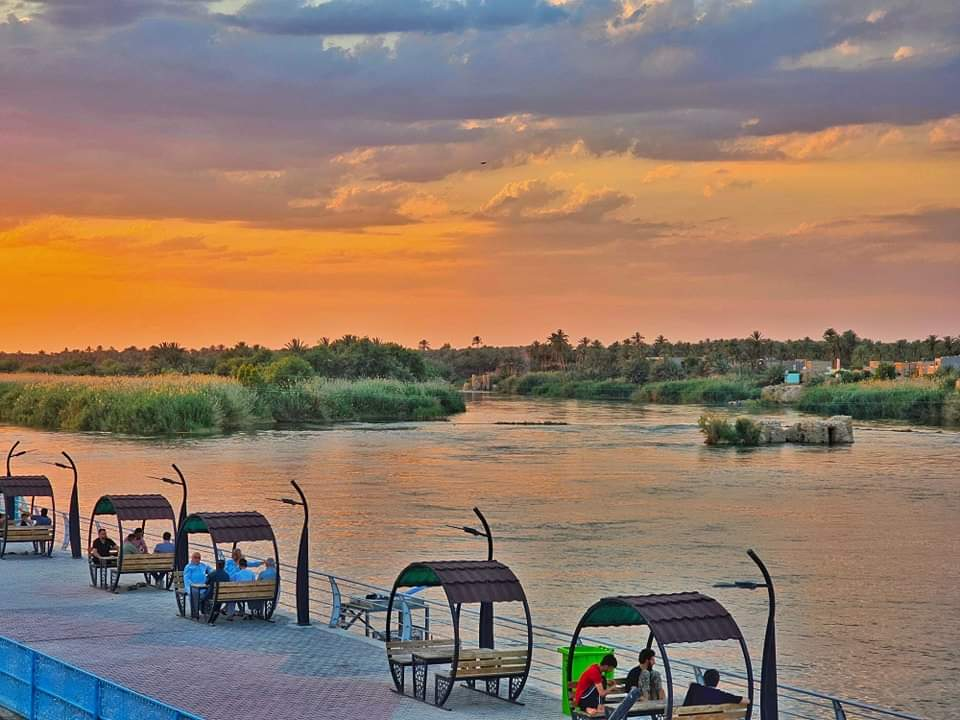
كورنيش هيت على نهر الفرات

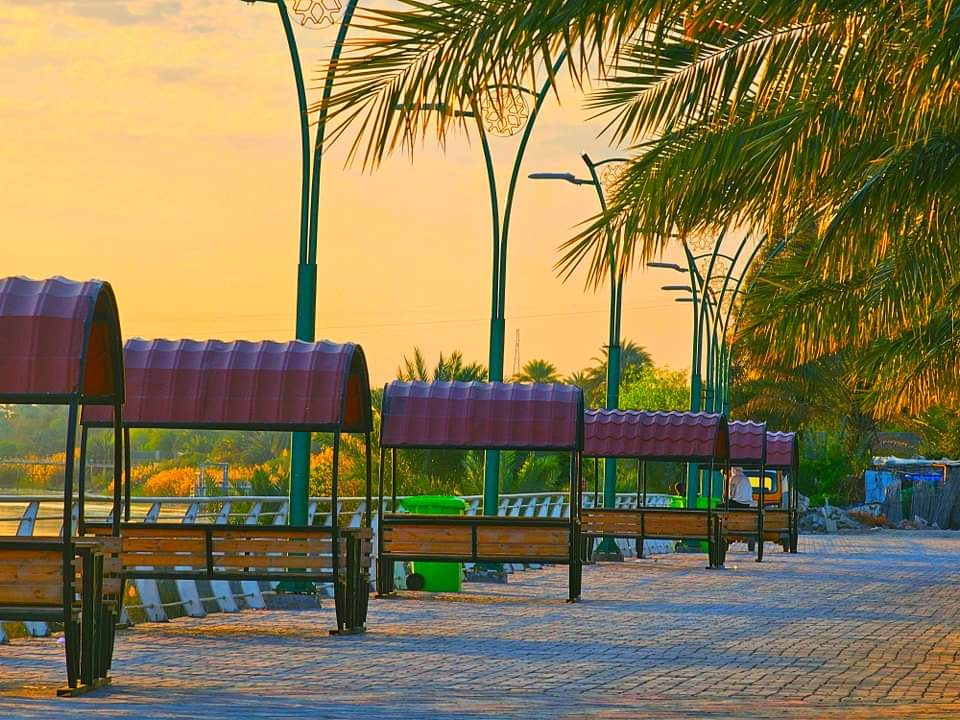